# Liste des épisodes de Grey's Anatomy
La liste des épisodes de la série télévisée américaine Grey's Anatomy comporte 438 épisodes répartis en vingt-et-une saisons.
Chaque titre d'épisode de Grey's Anatomy (sauf quelques exceptions) est aussi le titre d'une chanson. Vous trouverez dans le présent article le titre en français de chaque épisode, puis le titre en version originale accompagné du nom de l'artiste de la chanson.

## Première saison (2005)
Cette saison a été diffusée du 27 mars au 22 mai 2005 sur le réseau ABC.
1. 48 heures (A Hard Day’s Night - The Beatles)
2. Premières Armes (The First Cut Is the Deepest - Cat Stevens)
3. À bout de course (Winning a Battle, Losing the War - Kings of Convenience)
4. Combat de femmes (No Man’s Land - Billy Joel)
5. Cas de conscience (Shake your Groove Thing - Peaches & Herb)
6. Épreuves d'endurance (If Tomorrow Never Comes (en) - Garth Brooks)
7. Moment de vérité (The Self-Destruct Button - Dana Monteith)
8. Troublantes Révélations (Save Me - Remy Zero)
9. Chacun ses secrets (Who's Zoomin' Who? - Aretha Franklin)

## Deuxième saison (2005-2006)
Cette saison a été diffusée du 25 septembre 2005 au 15 mai 2006 sur le réseau ABC.
1. Surveillance rapprochée (Raindrops Keep Falling on my Head - B. J. Thomas)
2. Donnant donnant (Enough Is Enough - Barbra Streisand & Donna Summer)
3. Chute libre (Make Me Lose Control - Eric Carmen)
4. Faux-semblants (Deny, Deny, Deny - Brooks & Dunn)
5. Panne d’électricité (Bring the Pain - Method Man)
6. Face à face (Into You Like a Train (en) - The Psychedelic Furs)
7. La Bête curieuse (Something to Talk About - Bonnie Raitt)
8. Ainsi soit-il (Let It Be - The Beatles)
9. Une nouvelle famille (Thanks for the Memories - Frank Sinatra)
10. Démesure (Much Too Much - The Who)
11. Cœurs esseulés (Owner of a Lonely Heart - Yes)
12. L'Esprit de Noël (Grandma Got Run Over by a Reindeer - Randy Brooks)
13. Un nouveau départ (Begin the Begin - R.E.M.)
14. Menteur, menteur (Tell Me Sweet Little Lies - Fleetwood Mac)
15. Franchir la ligne (Break on Through - The Doors)
16. Code noir, (1/2) (It's the End of the World - Part I (en) - R.E.M.[1])
17. Brume rose, (2/2) (As We Know It - Part II (en) - R.E.M.)
18. Les Amants délaissés (Yesterday - The Beatles)
19. Le Karma (What Have I Done Deserve This? - Pet Shop Boys & Dusty Springfield)
20. La Voie de la guérison (Band Aid Covers the Bullet Hole (en) - Scarling.)
21. Superstition (Superstition - Stevie Wonder)
22. Les Deux Sœurs (The Name of the Game - ABBA)
23. Ce que le patient veut… (Blues for Sister Someone - Lenny Kravitz)
24. À corps ouvert (Damage Case - Motörhead)
25. Un cœur pour deux - 1re partie (17 Seconds - The Cure)
26. Un pour tous… - 2e partie (Deterioration of the Fight or Flight Response - The Flaming Lips)
27. … Tous pour un - 3e partie (Losing My Religion - R.E.M.)

Lors de cette saison, deux épisodes spéciaux récapitulatifs de ceux précédents ont été diffusés aux États-Unis. Ils sont constitués exclusivement de scènes des épisodes précédents. Le premier, intitulé Straight to the Heart (qui est aussi le titre d'une chanson de Michael W. Smith) fut diffusé entre les épisodes 12 & 13 ; le second, intitulé Under Pressure (titre d'une chanson de Queen et David Bowie), fut diffusé entre les épisodes 22 & 23.

## Troisième saison (2006-2007)
Cette saison a été diffusée du 21 septembre 2006 au 17 mai 2007 sur le réseau ABC.
1. Avec le temps… (Time Has Come Today - The Chambers Brothers)
2. L'Union sacrée (I Am a Tree (en) - Doug Gillard (en))
3. À pile ou face (Sometimes a Fantasy - Billy Joel)
4. Maux de cœur (What I Am - Edie Brickell & New Bohemians (en))
5. Tous coupables ! (Puss/Oh, the Guilt - Nirvana)
6. Sous surveillance (Let the Angels Commit - Danielle Howl and the Tantrums)
7. Une affaire d'hommes (Where the Boys Are - Connie Francis)
8. Épanouis et rayonnants (Staring at the Sun - U2)
9. Trahisons (From a Whisper to a Scream (en) - Elvis Costello)
10. Affaires de famille (Don’t Stand So Close To Me - The Police)
11. La Loi du silence - 1re partie (Six Days - Part I - DJ Shadow)
12. La Loi du silence - 2e partie (Six Days - Part II - DJ Shadow)
13. Sexe, concurrence et charité (Great Expectations - KISS)
14. L'Empoisonneuse (Wishin’ and Hopin’ - Dusty Springfield)
15. Tous sur le pont (Walk on Water - Aerosmith)
16. Disparitions (Drowning on Dry Land - Tab Benoit)
17. Entre deux mondes (Some Kind of Miracle - Kelly Clarkson)
18. Le Combat des chefs (Scars and Souvenirs - Max Stalling (en))
19. Plan B (My Favorite Mistake - Sheryl Crow)
20. Passé pas simple (Time After Time - Cyndi Lauper)
21. Désirs et frustrations (Desire - U2)
22. La Vie rêvée…- 1re partie (The Other Side of This Life, Part I (en) - Jefferson Airplane)
23. …des autres - 2e partie (The Other Side of This Life, Part II (en) - Jefferson Airplane)
24. Sur la corde raide (Testing 1-2-3 - Barenaked Ladies)
25. Le Bonheur était presque parfait (Didn't We Almost Have It All? - Whitney Houston)

À nouveau, deux épisodes spéciaux récapitulatifs, constitués exclusivement de scènes d'épisodes précédents, ont été diffusés seulement aux États-Unis. Le premier, présenté par Joe le barman, s'intitule Complications of the Heart et fut diffusé avant le début de la troisième saison afin que ceux qui entament la série aient un contexte. Le second, Every Moment Count (titre d'une chanson de Trik Turner) présente les meilleurs moment des trois premières saison de la série et fut diffusé entre les épisodes 19 et 20.

## Quatrième saison (2007-2008)
Cette saison a été diffusée du 27 septembre 2007 au 22 mai 2008 sur le réseau ABC.
1. Le Vent du changement (A Change Is Gonna Come - Sam Cooke)
2. Tous accros (Love/Addiction - Counting Crows)
3. Paroles, paroles (Let the Truth Sting - David Gray)
4. Prêtes à tout (The Heart of the Matter - Don Henley & India.Arie)
5. À jamais réunis (Haunt You Everyday - Weezer)
6. Épreuve de force (Kung Fu Fighting - Carl Douglas)
7. Attraction physique (Physical Attraction, Chemical Reaction - Madonna)
8. Retour au lycée (Forever Young - Alphaville)
9. Chacun sa croix…, (1/2) (Crash Into Me Part.1 - Dave Matthews)
10. … Et sa bannière, (2/2) (Crash Into Me Part.2 - Dave Matthews)
11. La Guérisseuse (Lay Your Hands On Me - Bon Jovi)
12. Lâchez les fauves (Where the Wild Things Are - Metallica)
13. Un petit cœur qui bat… (Piece of My Heart - Erma Franklin)
14. Relations et déclarations (The Becoming - Nine Inch Nails)
15. À devenir fous (Losing My Mind - Maroon 5)
16. La Pièce manquante…, (1/2) (Freedom Part.1 - George Michael)
17. … La Pièce retrouvée, (2/2) (Freedom Part.2 - George Michael)

Lors de cette saison, un épisode spécial récapitulatif, Come Rain or Come Shine: From Grey's Anatomy to Private Practice (Come Rain or Come Shine est aussi le titre d'une chanson de Billie Holiday), est diffusé avant le premier épisode et récapitule les trois premières saisons de la série.

## Cinquième saison (2008-2009)
Cette saison a été diffusée du 25 septembre 2008 au 14 mai 2009 sur le réseau ABC.
1. Nouveaux espoirs…, (1/2) (Dream a Little Dream of Me Part.1 - Ella Fitzgerald)
2. … Nouvelles blessures, (2/2) (Dream a Little Dream of Me Part.2 - Ella Fitzgerald)
3. De l'orage dans l'air (Here Comes the Flood (en) - Peter Gabriel)
4. Un nouveau monde (Brave New World - Iron Maiden)
5. L’Effet domino (There's No 'I' in Team - Taking Back Sunday)
6. Les Quatre Petits Cochons (Life During Wartime - Talking Heads)
7. Au cœur de la compétition (Rise Up - Yves Larock)
8. Liés à jamais (These Ties That Bind - Brook Benton)
9. Idées noires pour nuit blanche (In the Midnight Hour - Wilson Pickett)
10. L’Heureux Élu ? (All By Myself - Eric Carmen)
11. Vœux pieux (Wish You Were Here - Pink Floyd)
12. La Tête haute (Sympathy for the Devil - The Rolling Stones)
13. Le Paradis ou l’Enfer (Stairway to Heaven - Led Zeppelin)
14. Quand le cœur s’emballe (Beat Your Heart Out - The Distillers)
15. L'Intervention…, (1/2) (Before and After, part 1 - From The Parallel Line)
16. …Et tout dérape !, (2/2) (An Honest Mistake, part 2 - The Bravery)
17. L’Ombre de Shepherd (I Will Follow You Into the Dark - Death Cab for Cutie)
18. À chacun son drame (Stand By Me - John Lennon)
19. Une belle soirée pour sauver des vies (Elevator Love Letter - Stars)
20. Ne pas baisser les armes (Sweet Surrender - Tim Buckley)
21. Savoir pardonner (No Good at Saying Sorry - The Early November (en))
22. Le Plus Beau Jour (What a Diff'rence a Day Makes - Esther Phillips)
23. Projets d'avenir (Here's to the Future, part 1 - Ken Stringfellow (en))
24. Ne me quitte pas (Now or Never, part 2 - High School Musical 3)

## Sixième saison (2009-2010)
Cette saison a été diffusée du 24 septembre 2009 au 20 mai 2010 sur le réseau ABC.
1. L'Un part…, (1re partie) (Good Mourning (en) (1/2) - Black Friday)
2. … Les Autres restent (2e partie) (Goodbye, (2/2) - Dubstar)
3. Tous paranos (I Always Feel Like Somebody's Watchin' Me - Rockwell)
4. On ne choisit pas sa famille (Tainted Obligation - R.E.M.)
5. Invasion (Invasion - Eisley (en))
6. À qui la faute (I Saw What I Saw (en) - Sara Groves (en))
7. L’Heure de la rébellion (Give Peace A Chance - John Lennon)
8. Jouer gros (Invest In Love - Janina Gavankar)
9. Le Passé… au présent (New History - The Good, the Bad and the Queen)
10. Plaisir d'offrir (Holidaze - Mansions (en))
11. Un changement s'opère (Blink - Kenny Chesney)
12. Entre amour et chirurgie (I Like You So Much Better When You're Naked - Ida Maria)
13. Réveil brutal (State of Love and Trust - Pearl Jam)
14. Les histoires d'amour finissent mal (Valentine's Day Massacre - 50 Cent)
15. Souvenirs, souvenirs (Time Warp - Metallica)
16. Repousser les limites (Perfect Little Accident - Sonny Criss)
17. L'Art et la Manière (Push - Enrique Iglesias)
18. Laisser partir (Suicide Is Painless - Johnny Mandel & Mike Altman)
19. Avec ou sans enfants? (Sympathy for the Parents - Marilyn Manson)
20. Chacun pour soi (Hook, Line and Sinner - Texas In July)
21. À fleur de peau (How Insensitive - Diana Krall)
22. La Comédie du bonheur (Shiny Happy People - R.E.M.)
23. Je l'aime (1re partie) (Sanctuary - Jaci Velasquez)
24. … je l'aimais (2e partie) (Death and All His Friends - Coldplay)

## Septième saison (2010-2011)
Certains épisodes ont bénéficié d'un autre titre français lors de leur diffusion au Québec. Il est indiqué en second le cas échéant.
Cette saison a été diffusée du 23 septembre 2010 au 19 mai 2011 sur le réseau ABC.
1. Renaissances (With You I'm Born Again - Billy Preston & Syreeta Wright)
2. Traitements de choc (Shock to the System - Billy Idol)
3. Des êtres étranges (Superfreak - Rick James)
4. En milieu hostile / L'Arbre qui cache la forêt (Can't Fight Biology - Drop Dead, Gorgeous)
5. Comme des grands (Almost Grown Chuck Berry)
6. En immersion (These Arms Of Mine - Otis Redding)
7. Questions-réponses / À l'essai (That's Me Trying - William Shatner)
8. La Pression monte / Sous haute sécurité (Something's Gotta Give - Johnny Mercer)
9. Garde de nuit (Slow Night, So Long - Kings of Leon)
10. Phase critique (Adrift and at Peace - Nine Inch Nails)
11. Tous des patients (Disarm - The Smashing Pumpkins)
12. Des bases saines (Start Me Up - The Rolling Stones)
13. Ne me quitte pas (Don't Deceive Me (Please Don't Go) - Boogaloo Joe Jones (en))
14. Le Choix de Sophie (P.Y.T. (Pretty Young Thing) - Michael Jackson)
15. 3 600 secondes (Golden Hour - Brian Eno)
16. Responsable… ou pas (Not Responsible - Tom Jones)
17. Inventer de nouvelles règles (This Is How We Do It - Montell Jordan)
18. Aimer, prier, chanter (Song Beneath the Song (en) - Maria Taylor)
19. Guérir, ensemble (It's A Long Way Back - Ramones)
20. Là où on doit être (White Wedding - Billy Idol)
21. S'adapter ou mourir (I Will Survive - Gloria Gaynor)
22. Seule au monde (Unaccompanied Minor - Their Only Dreams)

## Huitième Saison (2011-2012)
Cette saison a été diffusée du 22 septembre 2011 au 17 mai 2012 sur le réseau ABC.
1. Quand tout s'écroule (Free Falling - Tom Petty)
2. Instinct de leader (She's Gone - Bob Marley)
3. Prendre en main (Take the Lead - Bone Thugs-N-Harmony)
4. Les Hommes, les vrais (What Is It About Men - Amy Winehouse)
5. Et la femme créa l'homme… (Love, Loss and Legacy - Kelly Minter (en))
6. Les Mauvais résultats (Poker Face - Lady Gaga)
7. Marquer des points (Put Me In, Coach - John Fogerty)
8. Le Cœur dans la boîte  (Heart-Shaped Box - Nirvana)
9. À l'aveugle (Dark Was the Night - Blind Willie Johnson)
10. État de choc (Suddenly - Billy Ocean)
11. Répétition générale (This Magic Moment - The Drifters)
12. Cas désespérés (Hope for the Hopeless - A Fine Frenzy)
13. Et si… (If/Then - Ras Kass)
14. Besoin d'amour (All You Need Is Love - The Beatles)
15. Une boucherie ! (Have You Seen Me Lately? - Sam Kinison (en))
16. Mauvaises interprétations (If Only You Were Lonely - The Replacements)
17. Un pas de trop (Have to Say Goodbye - Regine Velasquez)
18. Rencontre avec un lion (The Lion Sleeps Tonight - The Tokens)
19. Système de soutien (Support System - Liz Phair)
20. Se détacher… et avancer (The Girl With No Name - The Byrds)
21. Quand faut y aller (Moment of Truth - Whitney Houston)
22. Moment de vérité (Let the Bad Times Roll - The Vandals)
23. La Grande Migration (Migration - Jimmy Buffett)
24. Le vent tourne (Flight - Sutton Foster)

## Neuvième saison (2012-2013)
Le 10 mai 2012, la série a été renouvelée pour une neuvième saison diffusée du 27 septembre 2012 au 16 mai 2013 sur le réseau ABC.
1. Tout ce qu'on a perdu (Going Going Gone - Bob Dylan)
2. Souviens-toi (Remember the Time - Michael Jackson)
3. Les Compromis de la vie (Love the One You're With - Stephen Stills)
4. Chacun sa bulle (I Saw Her Standing There - The Beatles)
5. Une belle fin (Beautiful Doom - Insane Clown Posse)
6. Accepter pour avancer (Second Opinion - Murder by Death)
7. Faits l'un pour l'autre (I Was Made For Lovin' You - Kiss)
8. Crise de nerfs (Love Turns You Upside Down - Edwin Moses)
9. Y croire encore (Run, Baby, Run - Amanda Lear)
10. Vive la mariée ! / Raviver la flamme (Things We Said Today - The Beatles)
11. Main dans la main / La Fin n'est que le début (The End is the Beginning is the End - Smashing Pumpkins)
12. Coupes claires / La Peur au ventre (Walking on a Dream - Empire of the Sun)
13. Mauvais sang (Bad Blood - Neil Sedaka)
14. Un vent de changement / Un nouveau visage (The Face of Change - )
15. Une question de vie ou de mort / L'Art de la négociation (Hard Bargain - Ron Sexsmith)
16. Lutter pour la bonne cause / Le Rendez-vous de la dernière chance (This Is Why We Fight - The Decemberists)
17. Chaos / Greffes en série (Transplant Wasteland - Arcana (en))
18. Avancer à grands pas / Nouveaux jouets (Idle Hands - Harlem River Drive)
19. Plus fort que tout / L'Instinct parental (Can't Fight This Feeling - REO Speedwagon)
20. Le défi / La Vérité qui dérange (She's Killing Me - A Rocket to the Moon)
21. Au cœur de l'enquête / Doute contagieux  (Sleeping Monster - )
22. Croire aux miracles /  Les Maux magiques  (Do You Believe in Magic - The Lovin' Spoonful)
23. Être prêt… / Avis de tempête  (Readiness Is All - Alias Eye)
24. …Coup de foudre / Dans la tourmente  (Perfect Storm - Evidence)

## Dixième saison (2013-2014)
Le 10 mai 2013, la série a été renouvelée pour une dixième saison et a été diffusée en deux parties : à l'automne à partir du 26 septembre 2013, a pris une pause durant l'hiver et repris le 27 février 2014 jusqu'au 15 mai 2014.
1. Après l'orage (1/2) (Seal Our Fate - Gloria Estefan)
2. Après l'orage (2/2) (I Want You With Me - Elvis Presley)
3. Thérapies de couples (Everybody's Crying Mercy - Elvis Costello)
4. Soirée de gala (Puttin' on the Ritz - Robbie Williams)
5. Mère et Chirurgien (I Bet It Stung - Tegan and Sara)
6. Cartes en main (Map of You - Susan Voelz (en))
7. Frayeurs nocturnes (Thriller - Michael Jackson)
8. Les Uns contre les autres (Two Against One - Danger Mouse)
9. Erreur humaine (Sorry Seems to be the Hardest Word - Elton John)
10. Dans la tourmente (Somebody That I Used to Know - Gotye)
11. Révolutionner la médecine (Man on the Moon - R.E.M.)
12. Lève-toi et parle (Get Up, Stand Up - The Wailers)
13. Pour le meilleur et pour le pire / Revenir sur ses paroles (Take It Back - Pink Floyd)
14. Amours cachées (You've Got to Hide Your Love Away - The Beatles)
15. À l'abandon / Tout abandonner (Throwing It All Away - Genesis)
16. S'évader à tout prix (We Gotta Get Out of This Place - The Animals)
17. Connaître la suite (Do You Know? - Enrique Iglesias)
18. Contagion (You Be Illin' - Run DMC)
19. Victoire (I'm Winning - Santana)
20. Désarmés (Got It Alone - Dash Berlin)
21. Les Raisons du cœur / Le Choix du cœur (Change of Heart - Cyndi Lauper)
22. Une proposition en or / Plus jamais (We Are Never Getting Back Together - Taylor Swift)
23. Collectionner les échecs (Everything I Try to Do, Nothing Seems to Turn Out Right - The Decemberists)
24. La Peur de l'inconnu (Fear of the Unknown - Heathen)

## Onzième saison (2014-2015)
Le 8 mai 2014, la série a été renouvelée pour une onzième saison et a été diffusée entre le 25 septembre 2014 et le 14 mai 2015.
1. Tempête de sentiments / Sans repères (I Must Have Lost it on the Wind - Elton John)
2. Le Puzzle de Maggie / La Pièce manquante (Puzzle With a Piece Missing - Gotye)
3. Un fauteuil pour deux / Montrer son vrai visage (Got to Be Real - Cheryl Lynn)
4. La Page manquante / Un secret bien gardé (Only Mama Knows - Paul McCartney)
5. Faire une pause / Brisé (Bend & Break - Keane)
6. Prendre le mal à la racine / Réfléchir avant d'agir (Don't Let's Start - They Might Be Giants)
7. On oublie tout / Effacer pour tout recommencer (Can We Start Again, Please? - Jesus Christ Superstar)
8. Le Goût du risque / Risques (Risk)
9. Prêt à se battre / Le Chemin à suivre (Where Do We Go From Here? - Charles Bradley)
10. Un grand lit vide / Un grand vide (The Bed's Too Big Without You - The Police)
11. Besoin d'un miracle / Voué à soi-même (All I Could Do Was Cry - Etta James)
12. Vivre de faux-semblants / La Faille (The Great Pretender - The Platters)
13. Jusqu'à mon dernier souffle / Attendre la fin (Staring at the End)
14. On se rencontre enfin / Faire marche arrière (The Distance - Cake)
15. Quand la terre tremble / Au cœur du séisme (I Feel the Earth Move - Carole King)
16. Rêver et se réveiller (Don't Dream It's Over - Crowded House)
17. Avec ou sans toi / Accroche-toi (With or Without You - U2)
18. Adultes et responsables (When I Grow Up - The Pussycat Dolls)
19. Amour fou / Folle de lui (CrazyLove - Van Morrison)
20. Mauvais souvenirs / Refaire surface (One Flight Down - Norah Jones)
21. Sauver des vies / Belle journée pour sauver des vies (How to Save a Life - The Fray)
22. Lâcher prise (1re partie) / Partir sans un mot (partie 1) (She's Leaving Home (Part 1) - The Beatles)
23. Lâcher prise (2e partie) / Partir sans un mot (partie 2) (She's Leaving Home (Part 2) - The Beatles)
24. Quand le temps s'arrête… / Le temps s'arrête… (Time Stops)
25. Mon refuge / …La vie reprend (You're My Home - Billy Joel)

## Douzième saison (2015-2016)
Le 8 mai 2015, la série a été renouvelée pour une douzième saison, diffusée entre le 24 septembre 2015 et le 19 mai 2016.
1. Table rase (Sledgehammer - Peter Gabriel)
2. La Folie des grandeurs (Walking Tall - Johnny Mathis)
3. Lequel des deux ? (I Choose You - Sara Bareilles)
4. Passé, présent, futur (Old Time Rock and Roll - Bob Seger)
5. Devine qui vient dîner ? (Guess Who's Coming to Dinner - Black Uhuru)
6. Premier jour en enfer (The Me Nobody Knows - Gary William Friedman & Will Holt)
7. Les non-dits (Something Against You - Pixies)
8. Départ de feu (Things We Lost in the Fire - Bastille)
9. Un silence assourdissant (The Sound of Silence - Simon & Garfunkel)
10. L'étape suivante (All I Want is You - Roxy Music ou U2)
11. Autopsie d'un mariage (Unbreak My Heart - Toni Braxton)
12. Une nouvelle chance (My Next Life - Jem)
13. Au centre de l'attention (All Eyez on Me - Tupac Shakur)
14. Perdre ses repères (Odd Man Out - Rod Clements)
15. Un pas vers toi (I Am Not Waiting Anymore - Field Report)
16. Prête ? (When It Hurts So Bad - Lauryn Hill)
17. Rétablir le contact (I Wear the Face - Mr. Mister)
18. Un choix risqué (There's a Fine, Fine Line - Jeff Marx & Robert Lopez)
19. L'effet papillon (It's Alright, Ma (I'm Only Bleeding)
20. Cessez-le-feu (Trigger Happy - Herman "Trigger" Alpert)
21. Quelqu'un à ses côtés (You're Gonna Need Someone on Your Side - Morrissey)
22. Être mère (Mama Tried - Merle Haggard and The Strangers)
23. Amour et conséquences (At Last - Glenn Miller)
24. Mariage pluvieux… (Family Affair - Mary J. Blige)

## Treizième saison (2016-2017)
Le 3 mars 2016, la série a été renouvelée pour une treizième saison, diffusée depuis le 22 septembre 2016.
1. Au pied du mur (Undo - Sanna Nielsen)
2. Choisir son camp (Catastrophe and the Cure - Explosions in the Sky)
3. Petits miracles (I Ain't No Miracle Worker - The Brogues)
4. Confidences (Falling Slowly - Once)
5. La Bonne Nouvelle (Both Sides Now - Joni Mitchell)
6. Sur la sellette (Roar - Katy Perry)
7. La Liste (Why Try To Change Me Now - Bob Dylan)
8. Une nuit au bloc (The Room Where It Happens - Hamilton (comédie musicale))
9. Disgrâce (You Haven't Done Nothin' - Stevie Wonder)
10. Les Prisonnières (You Can Look (But You'd Better Not Touch) - Bruce Springsteen)
11. Un ennemi commun (Jukebox Hero - Foreigner)
12. Changement de direction (None of Your Business - Salt-N-Pepa)
13. La guerre est déclarée (It Only Gets Much Worse - Nate Ruess)
14. Les Fantômes du passé (Back Where You Belong - .38 Special (groupe))
15. Cause perdue (Civil War - Guns N' Roses)
16. Corde sensible (Who Is He (And What Is He to You)? - Bill Withers)
17. Les Mots pour le dire (Til I Hear It From You - Gin Blossoms)
18. Au revoir maman (Be Still, My Soul - Selah)
19. Le cœur a ses raisons (What's Inside - Sara Bareilles)
20. Zone de turbulences (In the Air Tonight - Phil Collins)
21. Arrête-moi si tu peux (Don't Stop Me Now - Queen)
22. La Vie devant soi (Leave It Inside - Stiltskin)
23. Faux-semblants (True Colors - Phil Collins)
24. À l'épreuve des flammes (Ring of Fire - Johnny Cash)

## Quatorzième saison (2017-2018)
Le 10 février 2017, la série est renouvelée pour une quatorzième saison, diffusée depuis le 28 septembre 2017. Comme selon l’habitude prise, la saison est diffusée en deux temps : les épisodes 1 à 8 sont diffusés entre le 28 septembre 2017 et le 16 novembre 2017, tandis que les épisodes 9 à 24 sont sur les antennes entre le 18 janvier 2018 et le 17 mai 2018.
1. Le Tout pour le tout (Break Down the House - Laidback Luke)
2. Ce qui ne tue pas… (Get Off on the Pain - Gary Allan (en))
3. Une décision sans appel (Go Big or Go Home - American Authors)
4. Prendre son mal en patience (Ain't That a Kick in the Head? - Dean Martin)
5. Terrain miné (Danger Zone - Kenny Loggins)
6. Tous dans le même bateau (Come on Down to My Boat, Baby - Every Mother's Son (en))
7. Passé composé (Who Lives, Who Dies, Who Tells Your Story - Hamilton (comédie musicale))
8. Médecine dépassée (Out of Nowhere - Miles Davis)
9. On récolte ce que l'on sème (1-800-799-7233)
10. Ironie du sort (Personal Jesus - Depeche Mode)
11. Un regard en arrière ((Don't Fear) the Reaper - Blue Öyster Cult)
12. Pas son genre (Harder, Better, Faster, Stronger - Daft Punk)
13. Trouver sa place (You Really Got a Hold on Me - The Beatles)
14. Bien cacher son jeu (Games People Play - Joe South)
15. Premiers amours (Old Scars, Future Hearts - All Time Low)
16. Voyage dans le temps (Caught Somewhere in Time - Iron Maiden)
17. Il suffit d'un jour (One Day Like This - Elbow)
18. Savoir renoncer (Hold Back the River - James Bay)
19. La Fin d'un rêve (Beautiful Dreamer - Stephen Foster)
20. Ça plane pour moi (Judgment Day - Whitesnake)
21. La Mauvaise Réputation (Bad Reputation - Joan Jett)
22. Décisions maternelles (Fight For Your Mind - Ben Harper)
23. April sauvée des Eaux (Cold as Ice - Foreigner)
24. 3 mariages pour le prix d'un (All of Me - John Legend)

## Quinzième saison (2018-2019)
Le 20 avril 2018, la série est renouvelée pour une quinzième saison, diffusée à partir du 27 septembre 2018.
1. Désirs contradictoires (With a Wonder and a Wild Desire - Flogging Molly)
2. Ce qui nous lie (Broken Together - Casting Crowns)
3. Une question d'instinct (Gut Feeling - Devo)
4. Certaines vérités (Momma Knows Best - Jessie J) (début d'un crossover qui se termine dans Grey's Anatomy : Station 19, S02E02)
5. Veiller sur l'autre (Everyday Angel - Radney Foster (en))
6. La Fête des morts (Flowers Grow Out of My Grave (en) - Dead Man's Bones)
7. La Fin d'un monde (Anybody Have a Map? - Rachel Bay Jones (en))
8. Autant en emporte le vent (The Switch - Planet Funk)
9. Ascenseur émotionnel (Shelter from the Storm (en) - Bob Dylan)
10. Paralysé (Help I'm Alive (en) - Metric)
11. Une dernière danse (The Winner Takes It All - ABBA)
12. À la recherche du temps perdu (Girlfriend in a Coma - The Smiths)
13. Mes amis, mes amours (I Walk the Line - Johnny Cash)
14. Drogues dures (I Want a New Drug - Huey Lewis)
15. Ensemble, c'est tout (We Didn't Start the Fire - Billy Joel)
16. Filiation (Blood and Water - Palm Springs (en))
17. Apaiser la douleur (And Dream of Sheep - Kate Bush)
18. Deux salles, deux ambiances (Add It Up - Violent Femmes)
19. Les Survivantes (Silent All These Years - Tori Amos)
20. Si loin de ses proches (The Whole Package - Sierra Jones)
21. Bienvenue chez les Shepherd (The Good Shepherd - Fernando Ortega)
22. Trouver chaussure à son pied (Head Over High Heels - Dolly Parton)
23. Je suis un héros (What I Did for Love - Aretha Franklin) (début d'un crossover qui se termine dans Station 19, S02E15)
24. Tomber à pic (Drawn to the Blood - Sufjan Stevens)
25. Dans la brume (Jump Into the Fog - The Wombats)

## Seizième saison (2019-2020)
Le 10 mai 2019, la série est renouvelée pour une seizième et dix-septième saison, diffusée à partir du 26 septembre 2019.
1. Situation désespérée (Nothing Left to Cling To - The Buckinghams)
2. Se remettre en selle (Back in the Saddle - Aerosmith)
3. Le lien qui nous unit (Reunited (en) - Peaches & Herb)
4. Controverse (It's Raining Men - The Weather Girls)
5. Garder son calme (Breathe Again - Toni Braxton)
6. Des bonbons ou un mort[19] (Whistlin' Past the Graveyard - Tom Waits)
7. La Famille (Papa Don't Preach - Madonna)
8. C’est ma chance ! (My Shot (en) - Hamilton (comédie musicale))
9. Aller de l’avant (Let’s All Go To The Bar - Deer Tick (en))
10. Une longue nuit (Help Me Through the Night - Roon Staal) (fin d'un crossover qui se commence dans Grey's Anatomy : Station 19, S03E01)
11. Chaos (A Hard Pill to Swallow - Blacklite District (en))
12. Dîner en famille (The Last Supper - Jesus Christ Superstar)
13. Accordez-moi cette danse (Save the Last Dance for Me)
14. Jeu de piste (A Diagnosis)
15. Blizzard (Snowblind)
16. Tourner la page (Leave a Light On)
17. Orgueil et priorités (Life on Mars?)
18. Pro Bono (Give a Little Bit)
19. L'Amour de ma vie (Love of My Life)
20. En chantant (Sing It Again)
21. Sourire à la vie (Put on a Happy Face)

## Dix-septième saison (2020-2021)
Le 10 mai 2019, la série est renouvelée pour une dix-septième saison, diffusée depuis le 12 novembre 2020.
1. Avant / Après (All Tomorrow's Parties) (1re partie)
2. Une fois de trop (The Center Won't Hold) (2e partie) (fin d'un crossover qui se commence dans Grey's Anatomy : Station 19, S04E01)
3. Ma vie rêvée (My Happy Ending)
4. Le Bon côté des choses (You'll Never Walk Alone - The Beatles)
5. À armes inégales (Fight the Power)
6. Dans l'œil du cyclone (No Time for Despair)(fin d'un crossover qui se commence dans Grey's Anatomy : Station 19, S04E05)
7. Un lieu réconfortant (Helplessly Hoping) (fin d'un crossover qui se commence dans Grey's Anatomy : Station 19, S04E06)
8. À bout de forces (It's All Too Much)
9. En état de choc (In My Life)
10. Respire (Breathe)
11. Être désolé n'arrange pas toujours (Sorry Doesn't Always Make It Right) (fin d'un crossover qui se commence dans Grey's Anatomy : Station 19, S04E10)
12. Signe des temps (Sign Of the Times - Harry Styles)
13. Bon comme l'enfer (Good as Hell - Lizzo)
14. Lève les yeux (Look Up Child)
15. Tradition (Tradition)
16. Toujours debout (I'm Still Standing - Elton John)
17. Une année de changement (Someone Saved My Life Tonight)

## Dix-huitième saison (2021-2022)
Le 10 mai 2021, la série est renouvelée pour une dix-huitième saison, diffusée du 30 septembre 2021 au 26 mai 2022.
1. Presque mariés (Here Comes the Sun - The Beatles) (fin d'un crossover qui se commence dans Grey's Anatomy : Station 19, S05E01)
2. Des jours meilleurs (Some Kind of Tomorrow - Jane Ira Bloom and Mark Helias)
3. Vague de chaleur (Hotter Than Hell - Dua Lipa)
4. La Méthode Webber (With a Little Help from My Friends - The Beatles)
5. Une ambiance explosive (Bottle Up and Explode! - Elliott Smith) (fin d'un crossover qui se commence dans Grey's Anatomy : Station 19, S05E05)
6. Question de priorités (Everyday Is a Holiday (With You) - Esthero)
7. Un conte de fées (Today Was a Fairytale - Taylor Swift)
8. Accidents de parcours (It Came Upon a Midnight Clear - Edmund Sears)
9. Croire aux miracles (No Time to Die - Billie Eilish) (fin d'un crossover qui se commence dans Grey's Anatomy : Station 19, S05E09)
10. Le Droit à l'erreur (Living In a House Divided - Cher)
11. Entrer dans l'histoire (Legacy - Eminem)
12. Lettre à ma fille (The Makings of You - Curtis Mayfield)
13. Relâcher la pression (Put the Squeeze on Me - Teresa James & The Rhythm Tramps)
14. Jusqu'au bout du monde (Road Trippin' - Red Hot Chili Peppers)
15. #Évaluations (Put It to the Test - They Might Be Giants)
16. Le Droit de choisir (Should I Stay or Should I Go - The Clash)
17. Réécrire l'histoire (I'll Cover You - Extrait de la comédie musicale Rent)
18. L'Invité d'honneur (Stronger Than Hate - Sepultura)
19. Un plan d'urgence (Out For Blood - Sum 41)
20. La Grande démission (You Are the Blood - Castanets)

## Dix-neuvième saison (2022-2023)
Le 10 janvier 2022, la série est renouvelée pour une dix-neuvième saison[réf. souhaitée], diffusée à partir du 6 octobre 2022.
1. Erreur de débutant (Everything Has Changed - Taylor Swift)
2. Comme on se retrouve (Wasn't Expecting That - Jamie Lawson)
3. Un sujet croustillant (Let's Talk About Sex - Salt-N-Pepa)
4. La Chasse aux démons (Haunted)
5. Dépasser les limites (When I Get to the Border - Richard & Linda Thompson)
6. Coup de tonnerre (Thunderstruck)
7. Pot de départ (I'll Follow the Sun - The Beatles)
8. Les Colocs (All Star)
9. Les Liens sacrés (Love Don't Cost a Thing)
10. Bienvenue au club (Sisters Are Doin' It for Themselves)
11. Gestion de crise (Training Day - Loski ft. MoStack)
12. Garder le cap (Pick Yourself Up - Fred Astaire)
13. Mauvaise chute (Cowgirls Don't Cry)
14. Rien que toi et moi (Shadow of Your Love)
15. Caractères héréditaires (Mama Who Bore Me)
16. Un sentiment d'abandon (Gunpowder and Lead)
17. À vos risques et périls (Come Fly With Me)
18. Qui ne tente rien… (Ready to Run)
19. Comme une évidence (Wedding Bell Blues - The 5th Dimension)
20. Et ils vécurent heureux ? (Happily Ever After?)

## Vingtième saison (2024)
Le 24 mars 2023, la série est renouvelée pour une vingtième saison, diffusée à partir 14 mars 2024.
1. De nouveaux rêves (We've Only Just Begun)
2. Une équipe qui gagne (Keep the Family Close)
3. Naviguer en eaux troubles (Walk on the Ocean)
4. Une chance de survie (Baby Can I Hold You)
5. La soirée d'intégration (Never Felt So Alone)
6. Leçon de bien-être (The Marathon Continues)
7. Petits secrets entre amies (She Used to Be Mine)
8. Du sang, de la sueur et des larmes (Blood, Sweat and Tears)
9. Changement de cap radical (I Carry Your Heart)
10. Seattle en flammes (Burn It Down)

## Vingt-et-unième saison (2024-2025)
Le 2 avril 2024, la série est renouvelée pour une vingt-et-unième saison, diffusée du 26 septembre 2024 au 15 mai 2025.
1. Pour un monde meilleur (If Walls Could Talk)
2. Quelques bribes de souvenir (Take Me to Church)
3. Bas les masques (I Can See Clearly Now)
4. La Petite sœur (This One's for the Girls)
5. Au cœur de l'orage (You Make My Heart Explode)
6. Garde de nuit (Night Moves)
7. L'Une des nôtres (If You Leave)
8. Coup de chaleur (Drop It Like It's Hot)
9. Plus dure sera la chute (Hit the Floor)
10. L'Esprit d'équipe (Jump (for My Love))
11. La Chasse au trésor (I Still Haven't Found What I'm Looking For)
12. Opération solo (Ridin' Solo)
13. Ce qui se passe à Oakland... (Don't You (Forget About Me))
14. Une bonne leçon (Love in the Ice Age)
15. Le Laveur de vitres (Bust Your Windows)
16. La Petite exploratrice (Papa Was a Rollin' Stone)
17. Quelques mots d'amour (Love You Like a Love Song)
18. Et si c'était le dernier jour... (Sea of Love)

## Vingt-deuxième saison (2025-2026)
Le 3 avril 2025, la série est renouvelée pour une vingt-deuxième saison. La diffusion commencera à partir du 16 octobre 2025.

## Audiences

### États-Unis
Saison 1 à 7
Le graphique qui aurait dû être présenté ici ne peut pas être affiché car il utilise l'ancienne extension Graph, désactivée pour des questions de sécurité. Des indications pour créer un nouveau graphique avec la nouvelle extension Chart sont disponibles ici.

Saison 8 à 14
Le graphique qui aurait dû être présenté ici ne peut pas être affiché car il utilise l'ancienne extension Graph, désactivée pour des questions de sécurité. Des indications pour créer un nouveau graphique avec la nouvelle extension Chart sont disponibles ici.

### France
Saison 1 à 7
Le graphique qui aurait dû être présenté ici ne peut pas être affiché car il utilise l'ancienne extension Graph, désactivée pour des questions de sécurité. Des indications pour créer un nouveau graphique avec la nouvelle extension Chart sont disponibles ici.

Saison 8 à 13
Le graphique qui aurait dû être présenté ici ne peut pas être affiché car il utilise l'ancienne extension Graph, désactivée pour des questions de sécurité. Des indications pour créer un nouveau graphique avec la nouvelle extension Chart sont disponibles ici.